# Łuszczów Drugi
Łuszczów Drugi [ˈwuʃʧuf ˈdrugi] ist ein polnisches Dorf in der Woiwodschaft Lublin. Das Dorf liegt im Powiat Lubelski in der Gemeinde Wólka, etwa 12 km nordöstlich von Lublin, zwischen Lublin und Łęczna.